# Zirkumpolar (Geographie)
In der Geographie und Biologie bezeichnet man mit zirkumpolar (auch circumpolar, von lateinisch circum „herum“ und altgriechisch πόλος pólos „Erd-, Himmelsachse, Nord-/Südpol“) Phänomene und Lebensformen, die weltweit in einem gewissen Radius um die Pole herum verbreitet sind, z. B. den Permafrostboden und die Vegetation der Arktis bzw. Subarktis (Tundra), die zirkumpolare Luftströmung (Westwinddrift) oder den Zirkumpolarstrom rund um die Antarktis. 

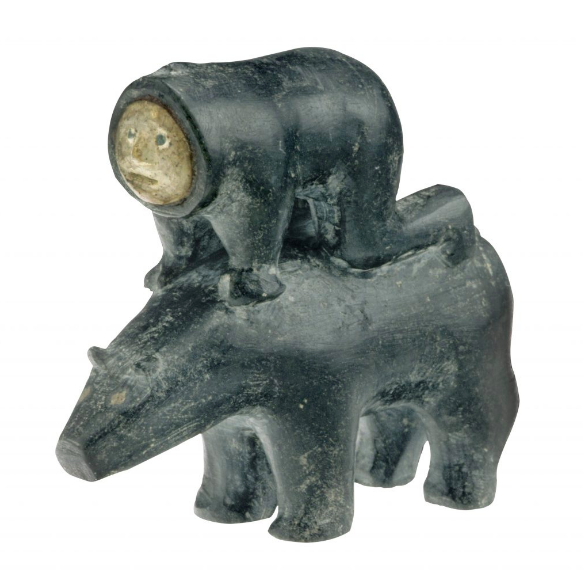
Mensch oder Schamane auf dem Rücken eines Bären. Nunavik (Nord-du-Québec 1950)

In der Siedlungsgeographie und Kulturanthropologie wird der Begriff als zusammenfassende Bezeichnung der indigenen Völker der Arktis und Subarktis verwendet, deren Kultur sich durch eine Reihe gemeinsamer Merkmale auszeichnet (teils hochspezialisierte Jäger und/oder Tierzüchter, Schamanismus mit Bärentanz).

## Biogeographie
In der Biogeographie hat der Begriff eine erweiterte Bedeutung. Hier werden Lebensformen oder Ökosysteme als zirkumpolar bezeichnet, die innerhalb einer Geozone bzw. Klimazone (also nicht nur beschränkt auf polare und subpolare Regionen, sondern zwischen bestimmten Breitengraden, jedoch mit regionalen Modifikationen infolge Höhenlage, Ozeanität/Kontinentalität, Temperatur und Wasserverfügbarkeit) auf mehreren Kontinenten bzw. weltweit verbreitet sind. Beispiele dafür sind die Wasserhyazinthe in äquatorialen Gewässern, das Raue Hornblatt und die Sturmmöwe etwa zwischen 50 und 70 Grad nördlicher Breite oder die Napfschnecke nacella polaris im Antarktischen Zirkumpolarstrom.